# Saint-Nazaire-en-Royans
Saint-Nazaire-en-Royans è un comune francese di 726 abitanti situato nel dipartimento della Drôme della regione dell'Alvernia-Rodano-Alpi.

## Società

### Evoluzione demografica
Abitanti censiti